# Graham McNeill
Graham McNeill (Glasgow, 15 agosto 1971) è uno scrittore britannico.
Noto soprattutto per i suoi romanzi di Warhammer Fantasy Battle e Warhammer 40.000, per il ruolo di designer di videogiochi per Games Workshop nonché come sceneggiatore presso Riot Games.

## Carriera
Nel 1996 McNeill ha lavorato in uno studio di architetti finché, nel 1999, dopo aver visto una pubblicità di White Dwarf, in cerca di uno scrittore per la sua edizione di dicembre, cominciò a lavorare come scrittore di fantascienza, mentre l'anno successivo divenne designer di videogiochi per Games Workshop. Nel maggio 2000 ha iniziato a scrivere per il team di Warhammer 40.000, pubblicando diversi romanzi ma continuando a scrivere articoli per White Dwarf.
McNeill ha inoltre scritto varie pubblicazioni per Black Library e un intero ciclo di romanzi per la saga di StarCraft per Blizzard Entertainment, mentre nel 2009 ha contribuito al libro antologico Eresia di Horus. Nel 2011 McNeill ha scritto il suo primo romanzo per Fantasy Flight Games, Ghouls of the Miskatonic, basato sul Ciclo di Cthulhu di Howard Phillips Lovecraft.
Nel giugno 2015 McNeill ha iniziato a lavorare come sceneggiatore per Riot Games, lo studio di sviluppo del MOBA League of Legends, a seguito di una visita presso la sede principale a Los Angeles avvenuta a dicembre dell'anno prima. Per conto della compagnia ha sviluppato i background e le storie d'origini di diversi Campioni, in particolare della regione di Demacia. Nella community di League of Legends è conosciuto con il nickname "Dinopawz".